# Agapanthia dahli
Agapanthia dahli är en skalbaggsart som först beskrevs av Richter 1821.  Agapanthia dahli ingår i släktet Agapanthia och familjen långhorningar.
Artens utbredningsområde är:
- Frankrike.
- Kazakstan.
- Ukraina.

Inga underarter finns listade i Catalogue of Life.